# Ricaurte (Nariño)
Ricaurte es un municipio colombiano ubicado en el departamento de Nariño. Se sitúa a 142 kilómetros de San Juan de Pasto, la capital del departamento. Tiene una temperatura media anual de 22 grados Celsius. Se encuentra ubicado en el piedemonte costero, al suroccidente de Nariño. Está irrigado por el río Güiza y sus afluentes.

## Historia
Desde la época precolombina está habitado por los indígenas Awá. Tras la colonización, fue establecido el poblado de San Pablo de Ricaurte, al margen izquierdo del Río Güiza, que después fue trasladado al sitio actual, por la construcción de la nueva carretera que conduce a Tumaco. Fue declarado municipio en agosto de 1890.

## División Político-Administrativa
Además de su Cabecera municipal. Ricaurte tiene bajo su jurisdicción los siguientes Centros poblados:
- Chambu
- Ospina Pérez
- Palmar
- San Francisco
- San Isidro
- Villanueva

## Economía
La economía se basa en la agricultura y el principal cultivo es la caña de azúcar para la producción de panela. También se producen plátanos, bananito chiro, yuca y frutales; además, gran variedad de cultivos de coca.

## La Planada
En territorio de Ricaurte se encuentra la Reserva Natural La Planada, con 3.200 hectáreas en bosques de niebla, entre los 1.200 y 2.100 metros sobre el nivel del mar. Allí se encuentran más de 243 especies de aves, el oso de anteojos, y una gran variedad de orquídeas.